# Annick Chartreux
Pour les articles homonymes, voir Chartreux (homonymie).
Annick Chartreux est une compositrice et pédagogue française née le 26 novembre 1942 à Nancy.

## Biographie
Anne-Marie dite Annick Chartreux naît le 26 novembre 1942 à Nancy au sein d'une famille d'artistes du côté de sa mère, pianiste.
Elle commence ses études musicales au Conservatoire de Nancy, obtenant un premier prix de piano en 1955 et de musique de chambre en 1957. Après son baccalauréat et une année de propédeutique musicale, elle se perfectionne à compter de 1963 à Paris, auprès de Lucette Descaves, Alain Weber, Ida Perrin-Pollin et Marcel Bitsch. Reçue au professorat d'État, elle enseigne à partir de 1966.
Professeure agrégée d'éducation musicale et de chant choral, elle exerce jusqu'en 2004, en particulier au lycée parisien Claude-Monet, où elle forme de nombreux artistes, tels Jérôme Polack, Krishna Levy, Laurent Naouri, Mademoiselle K ou Anne Paceo.
Annick Chartreux est officier de l'ordre des Palmes académiques et médaille d'argent de la société académique Arts-Sciences-Lettres.
Comme compositrice, elle est l'auteure de plusieurs méthodes et recueils de pièces récréatives à destination des jeunes musiciens, pour le piano et concernant l'improvisation, ainsi que de pièces pour diverses formations instrumentales et vocales.

## Œuvres
Parmi ses compositions, figurent notamment :
- In memoriam Erwin Schulhoff, quatuor avec piano
- Trois mélodies sur des sonnets de Louise Labé, pour soprano, hautbois, violoncelle et piano
- Donnez-moi la mémoire, cantate sur des poèmes d'enfants de Térézin, pour chœur mixte, chœur d'enfants, orchestre à cordes et percussions
- Le Dit de l'ombre, pour trompette solo, quatuor à cordes et violoncelle principal
- Triphase, douze petits trios modulables, pour, violon, violoncelle et piano
- Poèmes pour l'amour et la mort, sur des poèmes d'Adonis, pour hautbois et soprano solo
- Deux portraits - quatre tempéraments, pour clavecin (2007[6])
- Cantilène et Danse rituelle, pour trompette, trombone et piano
- New Colours no 1, no 2 et no 3, pour piano
- Aslanouko, conte musical pour ensemble de clarinettes
- Z'arbres, cantate sur des poèmes de Philippe Forget, pour chœur d'enfants et quatuor à cordes (ou piano)
- Fantaisie pour violon et piano[7]